# Воеводское (Луганская область)
Воеводское (укр. Воєводське) — село, относится к Троицкому району Луганской области Украины.

## История
Слобода Воеводск являлась центром Воеводской волости Старобельского уезда Харьковской губернии Российской империи.
Население по переписи 2001 года составляло 450 человек.
В селе родился Герой Советского Союза Егор Левенец.

## Местный совет
92121, Луганська обл., Троїцький р-н, с. Воєводське, вул. Шевченка, 3а  (укр.)